# ألاستير ليون
ألاستير ليون (بالإنجليزية: Alistair Lyon)‏ هو لاعب اتحاد الرغبي جنوب أفريقي، ولد في 1979 في Ficksburg ‏ في جنوب أفريقيا.